# 유순 (공구이후)
유순(劉順, ? ~ 기원전 97년)은 전한 중기의 제후로, 노공왕의 아들이다.

## 행적
원삭 3년(기원전 126년), 공구후(公丘侯)에 봉해졌다.
공구이후 30년(기원전 97년)에 죽으니 시호를 이(夷)라 하였고, 아들 유치가 작위를 이었다.

## 출전
- 사마천, 《사기》 권21 건원이래왕자후자연표
- 반고, 《한서》 권15하 왕자후표 下

| 전임 (첫 봉건) | 전한의 공구후 기원전 126년 3월 을묘일 ~ 기원전 97년 | 후임 아들 공구강후 유치 |